# Хон Сон Сик
Хон Сон Сик (кор. 홍성식; 10 мая 1971, Кочхан) — корейский боксёр лёгкой весовой категории, выступал за сборную Южной Кореи в начале 1990-х годов. Бронзовый призёр летних Олимпийских игр в Барселоне, чемпион Восточно-азиатских игр, многократный победитель и призёр национального первенства.

## Биография
Хон Сон Сик родился 10 мая 1971 года в уезде Кочхан, провинция Чолла-Пукто, уже в юном возрасте начал интересоваться спортом и активно занялся боксом. Яркого международного успеха добился в 1992 году, когда, одержав победу в лёгком весе на нескольких внутренних первенствах, стал попадать в состав национальной сборной. Благодаря череде удачных выступлений удостоился права защищать честь страны на летних Олимпийских играх в Барселоне, сумел дойти здесь до финальной стадии, победил известного советского боксёра Артура Григоряна, но в решающем матче встретился с будущим чемпионом мира среди профессионалов Оскаром де ла Хоей и проиграл с разницей всего лишь в одно очко — 10:11.
После этих соревнований Хон ещё некоторое время продолжал выходить на ринг, например, выиграл золотую медаль на Восточно-азиатских играх 1993 года в Шанхае, однако конкуренция в сборной резко возросла, и вскоре ему пришлось завершить карьеру спортсмена. Покинув большой спорт, устроился работать школьным учителем физкультуры в своём родном Кочхане.